# Андерсон Сантана дос Сантос
А́ндерсон Санта́на дос Са́нтос (порт. Anderson Santana dos Santos, також відомий, як А́ндерсон Міне́йро порт. Anderson Mineiro; нар. 24 квітня 1986, Белу-Оризонті, Мінас-Жерайс, Бразилія) — бразильський футболіст, захисник. Відомий виступами у складі таких футбольних клубів, як бразильський «Наутіко» та португальська «Віторія» з Гімарайншу, а також український «Чорноморець» з Одеси. У складі цих команд ставав фіналістом кубків України та Португалії.

## Життєпис

### Клубна кар'єра
Андерсон Сантана дос Сантос народився 24 квітня 1986 року у бразильському місті Белу-Оризонті, штату Мінас-Жерайс. Вихованець бразильського клубу «Маморе», де у 2005 році почав кар'єру професійного футболіста. Там же, у Бразилії, грав у клубах «Кабуфренсе», «Крузейру», «Тупі» та «Ліньярес». У 2009 році був одним з лідерів футбольного клубу «Наутіко». А 2010 року переїхав до Європи, де повинен був грати у грозненському «Тереку», підписавши річний контракт оренди з правом викупу. Однак, до основного складу він пробитися не зміг, виступаючи за дублюючу команду клубу, де відіграв всього вісім матчів.
6 червня 2010 року Сантана перейшов у португальський клуб «Віторія», уклавши контракт на 2 роки. У складі португальської команди у сезоні 2010–2011 років Андерсон разом із клубом вийшов до фіналу національного кубку, однак вони програли у фіналі футбольному клубу «Порту» з рахунком 6:2.
А по закінченню контракту 6 липня 2012 року перейшов у одеський «Чорноморець». Потрапивши до клубу
Андерсон не пропустив майже жодного матчу у чемпіонаті України та національному кубку. За перший проведений сезон у команді «моряків» Сантана провів 26 матчів у Прем'єр лізі та 4 у Кубку, себто зіграв 30 з 36 матчів «Чорноморця» у сезоні. За цей час бразилець забив три м'ячі у команді: харківському «Металісту», донецькому «Металургу» та луцькій «Волині». Того ж року Сантос разом із клубом вийшов до фіналу кубку України, де «Чорноморець» програв донецькому «Шахтарю» 0:3, таким чином команда змогла зіграти у Суперкубку України та взяти участь у Лізі Європи наступного сезону. На початку 2014 року через надзвичайно важку суспільно-політичну ситуацію у країні футболіст розірвав контракт за обопільною згодою. Разом із ним «Чорноморець» покинула низка інших легіонерів, зокрема Пабло Фонтанелло, Франк Джа Джедже, Маркус Берґер та Сіто Рієра.
На початку літа 2014 року Андерсон підписав контракт з казахстанським футбольним клубом «Актобе» з однойменного міста, який був розрахований на півтора року. У той же клуб перейшов колишній партнер Сантани по «Чорноморцю» — Олексій Антонов.

#### Статистика виступів
| Клуб | Ліга              | Сезон             | Чемпіонат | Чемпіонат | Кубок | Кубок | Єврокубки | Єврокубки | Інші змагання | Інші змагання | Інші змагання | Всього | Всього |
| Клуб | Ліга              | Сезон             | Ігор      | Голів     | Ігор  | Голів | Ігор      | Голів     | Назва         | Ігор          | Голів         | Ігор   | Голів  |
| --- | ----------------- | ----------------- | --------- | --------- | ----- | ----- | --------- | --------- | ------------- | ------------- | ------------- | ------ | ------ |
| «Актобе» | ПЛ                | 2014              | 0         | 0         | 0     | 0     | 0         | 0         | -             | -             | -             | 0      | 0      |
| «Актобе» | Всього            | Всього            | 0         | 0         | 0     | 0     | 0         | 0         |               | 0             | 0             | 0      | 0      |
| «Чорноморець» О | ПЛ                | 13-14             | 14        | 0         | 0     | 0     | 12        | 1         | СУ            | 0             | 0             | 26     | 1      |
| «Чорноморець» О | ПЛ                | 12-13             | 26        | 3         | 4     | 0     | 0         | 0         | -             | -             | -             | 30     | 3      |
| «Чорноморець» О | Всього            | Всього            | 40        | 3         | 4     | 0     | 12        | 1         |               | 0             | 0             | 56     | 4      |
| «Віторія» Г | ПЛ                | 11-12             | 9         | 1         | 0     | 0     | 4         | 0         | СП+КлП        | 3             | 0             | 16     | 1      |
| «Віторія» Г | ПЛ                | 10-11             | 4         | 0         | 1     | 0     | 0         | 0         | КлП           | 2             | 0             | 7      | 0      |
| «Віторія» Г | Всього            | Всього            | 13        | 1         | 1     | 0     | 4         | 0         |               | 5             | 0             | 23     | 1      |
| «Терек» | ПЛ                | 2010              | 0         | 0         | 0     | 0     | 0         | 0         | МС            | 8             | 0             | 8      | 0      |
| «Терек» | Всього            | Всього            | 0         | 0         | 0     | 0     | 0         | 0         |               | 8             | 0             | 8      | 0      |
| «Наутіко» | A                 | 2009              | 24        | 0         | 0     | 0     | 0         | 0         | -             | -             | -             | 24     | 0      |
| «Наутіко» | A                 | 2008              | 9         | 0         | 0     | 0     | 0         | 0         | -             | -             | -             | 9      | 0      |
| «Наутіко» | Всього            | Всього            | 33        | 0         | 0     | 0     | 0         | 0         |               | 0             | 0             | 33     | 0      |
| Всього за кар'єру | Всього за кар'єру | Всього за кар'єру | 86        | 4         | 5     | 0     | 16        | 1         |               | 13            | 0             | 120    | 5      |
| А — Серія А; МС — молодіжний склад; ПЛ — Прем'єр-ліга (Прімейра-Ліга); КлП — Кубок ліги Португалії; СП — Суперкубок Португалії; СУ — Суперкубок України. |                   |                   |           |           |       |       |           |           |               |               |               |        |        |
| Останнє оновлення 14 червня 2014 |                   |                   |           |           |       |       |           |           |               |               |               |        |        |

## Титули та досягнення

### Португалія
- Фіналіст Кубка Португалії (1): 2010–2011.

### Україна
- Фіналіст Кубка України (1): 2012–2013.